# Ла-Пернія
Ла-Пернія (ісп. La Pernía) — муніципалітет в Іспанії, у складі автономної спільноти Кастилія-і-Леон, у провінції Паленсія. Населення — 392 особи (2010).
Муніципалітет розташований на відстані близько 290 км на північ від Мадрида, 110 км на північ від Паленсії.
На території муніципалітету розташовані такі населені пункти: (дані про населення за 2010 рік)
- Ареньйос: 8 осіб
- Камасобрес: 23 особи
- Ель-Кампо: 20 осіб
- Касавегас: 11 осіб
- Лебанса: 20 осіб
- Лорес: 35 осіб
- Лос-Льясос: 5 осіб
- П'єдраслуенгас: 11 осіб
- Сан-Хуан-де-Редондо: 39 осіб
- Сан-Сальвадор-де-Кантамуда: 149 осіб
- Санта-Марія-де-Редондо: 49 осіб
- Тремая: 22 особи

## Демографія
Динаміка населення (INE ):